# Cameron Boyce
Cameron Mica Boyce (Los Angeles, 28 de maig de 1999 - Los Angeles, 6 de juliol de 2019) va ser un actor estatunidenc. Conegut arran del seu paper de Luke Ross a la sèrie original del Disney Channel Jessie, també va destacar per les seves interpretacions en diverses pel·lícules com ara Mirrors, Eagle Eye, Descendants, Descendants 2, Descendants 3, Nens grans, i Nens grans 2.

## Vida personal
Boyce vivia en l'àrea de Los Angeles amb sa mare, son pare i sa germana menor. Li agradava ballar breakdance i juntament amb quatre dels seus amics era membre del grup de breakdancing "X Mob". El seu pare és afroamericà i la seua mare és jueva. Sa àvia paterna, Jo Ann (Allen) Boyce, va ser una de les dotze Clinton, els primers afroamericans en assistir a una escola secundària integrada en el sud, en 1956, segons l'ordenament després del cas Brown v. Board of Education.

## Carrera
Boyce va començar la seua carrera com a model als set anys, apareixent en el catàleg de Disney Store, i posteriorment en anuncis per a revistes de Garnet Hill, Wilsons Leather, Jakks Pacific, Nestlé i K-Mart. També ha entrenat en diversos estils de dansa, incloent breaking, hip-hop, jazz, moderna, claqué i ballet.
El 2007, va iniciar la seua carrera com a actor a l'edat de vuit anys, apareixent en anuncis de Kraft Macaroni and Cheese, Fruit Loops, i Bisquick. A l'any següent va fer el seu debut en el vídeo musical de la banda Panic! at the Disc That Green Gentleman (Things Have Changed), com un jove Ryan Ross. Més tard, va aparèixer en el vídeo musical de Hisse Cube Yall Know How I Am i en el vídeo de Willow Smith Whip My Hair.
Al juliol de 2008, Boyce va fer el seu debut a la televisió amb un paper recurrent com Michael 'Stone' Cates Jr. en la sèrie General Hospital: Night Shift. L'agost de 2008 va fer el seu debut al cinema amb un paper coprotagonista en la pel·lícula de terror Mirrors, i també va aparèixer en la pel·lícula de misteri i suspens Eagle Eye. al juny de 2010, Boyce va co-protagonitzar com Keith Feder, el fill malcriat d'Adam Sandler en la comèdia Grown Ups, i va aparèixer més tard aquest mateix any fent gala de la seva destresa en el ball en la sèrie web The Legion of Extraordinary Dancers.
A l'abril de 2011, Boyce va tenir una aparició com a convidat en la sèrie original de Disney Channel Good Luck Charlie i aquest mateix mes va ser un dels ballarins que van aparèixer en un homenatge a les Noces Reials de Guillem i Catherine, del programa concurs de la cadena ABC Dancing with the Stars. En juny d'aquest any va tenir un petit paper com un dels companys de Judy en la comèdia Judy Moody and the Not Bummer Summer i a l'agost, va ser un dels ballarins en la sèrie original de Disney Channel Shake It Up, al costat de l'actriu i cantant Zendaya.
Al setembre de 2011, Boyce va obtenir un paper coprotagonista en la sèrie original de Disney Channel Jessie, com el fill entremaliat de dotze anys, anomenat Luke Ross. Durant la preproducció de l'espectacle, el paper de Luke va ser pensat originalment per ser un noi anomenat Hiro, adoptat des de Corea, però els directors de càsting van quedar impressionats amb Boyce durant el procés d'audició, i, finalment, van decidir recrear el paper específicament per a ell.
En 2013, Boyce va coprotagonitzar per segona vegada a Keith Feder a Nens Grans 2 (original Grown Ups 2). Més tard, el 2015, es cridat per interpretar a Carles de Vil, fill de Cruella de Vil, en la pel·lícula original de Disney Descendants i el 2017 interpreta novament aquest paper en la pel·lícula Descendants 2.

## Mort
Boyce va morir el 6 de juliol de 2019 a les 14:35 hora local, a l'edat de 20 anys a sa casa de Los Angeles. El decés de l'actor es produí mentre dormia, per causa d'una convulsió, resultat d'una patologia en curs per la qual s'estava tractant. Després se sabé que a l'actor se li havia diagnosticat epilèpsia, per la qual cosa hom pensà que havia tingut un status epilepticus que li provocà la mort. Es practicà l'autòpsia, però la divulgació de la causa de la defunció s'ajornà fins que es realitzés una investigació més acurada. Els resultats de l'autòpsia foren publicats pel Departament Forense del Comtat de Los Angeles el 30 de juliol de 2019, confirmant que la causa de la mort sobtada i inesperada de Boyce fou l'epilèpsia.